# Century City (série télévisée)
Pour les articles homonymes, voir Century City et Century.
Century City est une série télévisée américaine en neuf épisodes de 42 minutes, créée par Ed Zuckerman et dont les quatre premiers épisodes ont été diffusés entre le 16 et le 30 mars 2004 sur le réseau CBS puis rediffusés (et suivis des cinq autres épisodes qu'elle comporte) entre le 29 novembre 2004 et le 20 janvier 2005 sur Universal HD.
En France, la série a été diffusée à partir du 26 mars 2007 sur Sci Fi. Elle reste inédite dans les autres pays francophones.

## Synopsis
Le cabinet de juristes Crane, Constable, McNeil & Montero, installé à Los Angeles, se voit confier des affaires a priori similaires à celles qu'on s'attend à les voir traiter : plaintes pour agression, divorces, ruptures de contrat, etc.
Mais ces affaires tournent le plus souvent autour de problèmes qui ne nous sont pas encore totalement familiers : clonage humain, modification du patrimoine génétique, pose d'implants bioniques, etc.
La raison de ce décalage ? C'est en 2030 que ces professionnels officient dans les prétoires, et les technologies aussi bien que les mentalités ont alors considérablement « évolué ».

## Distribution
- Viola Davis (VF : Coco Noël) : Hannah Crane
- Héctor Elizondo (VF : Michel Voletti) : Martin Constable
- Eric Schaeffer (en) (VF : Denis Boileau) : Darwin McNeil
- Nestor Carbonell (VF : Roland Timsit) : Tom Montero
- Ioan Gruffudd (VF : Alexandre Gillet) : Lukas Gold
- Kristin Lehman (VF : Florence Dumortier) : Lee May Bristol

 Source et légende : version française (VF) sur RS Doublage

## Production
En février 2003, Ioan Gruffudd, Eric Schaeffer, Viola Davis et Kristin Lehman rejoignent la distribution, rejoints en mars par Hector Elizondo et Nestor Carbonell.
En juillet 2003, CBS commande finalement huit épisodes (en plus du pilote) pour la mi-saison. Elle devait initialement se dérouler 50 ans dans le futur, en 2053.
La série débute le 16 mars 2004 après un nouvel épisode de NCIS : Enquêtes spéciales, et récolte seulement 8,86 millions de téléspectateurs contre American Idol sur le réseau Fox.
CBS annule la série après quatre épisodes le 1er avril.

## Épisodes
1. Un clone pour le clone (Pilot)
2. Viol virtuel (To Know Her)
3. L'Œil bionique (Love & Games)
4. Homme ou femme ? (A Mind Is a Terrible Thing to Lose)
5. Enfant à la carte (Sweet Child of Mine)
6. Surveillance rapprochée (Without a Tracer)
7. On efface tout (The Face Was Familiar)
8. La Machine humaine (The Haunting)
9. Habile vengeance (Only You)